# Diane Farr
Diane Farr (* 7. September 1969 in New York City) ist eine US-amerikanische Schauspielerin, Buchautorin und Kolumnistin.

## Leben
Farr hat irische und italienische Vorfahren. Sie wurde 1969 in Manhattan geboren. Im Alter von zwölf Jahren begann sie mit dem Modeln; mit 19 Jahren wurde sie zur Miss New York gewählt und war damit die jüngste Frau, die diesen Titel jemals erhielt. Sie studierte Schauspiel an der New Yorker Stony Brook University und in England und schloss jeweils mit einem Bachelor of Arts ab.
Im Oktober 2005 verlobte Farr sich mit Seung Yong Chung; sie heirateten im Juni 2006. Im März 2007 kam in Los Angeles ein Sohn zur Welt. Im August 2008 wurden sie Eltern von Zwillingstöchtern; 2017 wurden sie geschieden. Farr besitzt die britische und die US-amerikanische Staatsbürgerschaft. Sie schreibt Kolumnen für die Zeitschriften Jane, Glamour, Esquire und gelegentlich für Cosmopolitan, Soma und Gear.

## Filmografie (Auswahl)

### Fernsehserien
- 1992: Palm Beach-Duo (Silk Stalkings; als Production Assistent)
- 1997: Ein schrecklich nettes Haus (In The House)
- 1998: V.I.P. – Die Bodyguards
- 1998, 2002: Arli$$
- 1999: Drew Carey Show (The Drew Carey Show)
- 1999: Irgendwie L.A. (It's Like, You Know)
- 2000: Secret Agent Man
- 1999–2001: Roswell
- 2001–2002: Der Job (The Job)
- 2002: CSI: Den Tätern auf der Spur (CSI: Crime Scene Investigation)
- 2002: Bram and Alice
- 2003: Like Family
- 2004: Rescue Me
- 2005–2008: Numbers – Die Logik des Verbrechens (NUMB3RS)
- 2009: Californication
- 2009: White Collar –  (Staffel 2, Folge 04)
- 2010: Desperate Housewives
- 2010: Grey’s Anatomy (Staffel 7, Folge Apart)
- 2011: CSI: Miami (Fernsehserie, Folge 10x06 Wessen Werk war Teufels Beitrag 4)
- 2012: The Mentalist (Staffel 4, Folge 14)
- 2012–2013: Private Practice
- 2012–2013: The Secret Life of the American Teenager
- 2013: Modern Family
- 2013: Two and a Half Men
- 2014: Royal Pains
- 2015: Sin City Saints
- 2016: Allegiance
- 2016–2017: Chance
- 2017: Black-ish
- 2018–2019: Splitting Up Together
- 2019: Bluff City Law
- 2020: Thumb Runner
- 2021: The Good Doctor
- 2021: Charmed
- 2022: Law & Order: Special Victims Unit
- seit 2022: Fire Country

### Filme
- 1998: Divorced White Male
- 1999: Bingo
- 1999: Little Indiscretions
- 2000: Flooding
- 2000: The David Cassidy Story
- 2000: Sacrifice – Der Sweetwater-Killer (Sacrifice)
- 2002: Superfire – Inferno in Oregon
- 2002: Hourly Rates
- 2003: The Ripples
- 2007: The Third Nail
- 2011: Der jüngste Tag – Das Ende der Menschheit (Collision Earth)
- 2012: Cherry – Dunkle Geheimnisse (About Cherry)
- 2014: Wildlike
- 2016: American Romance
- 2017: 12 Feet Deep
- 2017: Blackmail
- 2017: Palm Swings
- 2017: Nasskaltes Gefängnis – Zwei Schwestern in Todesangst (12 Feet Deep)

### Produzentin
- 2007: Children of God: Lost and Found

## Autorin
- 2001: The Girl Code: The Secret Language of Single Women
- 2011: Kissing Outside the Lines: A True Story of Love and Race and Happily Ever After